# 四つ球

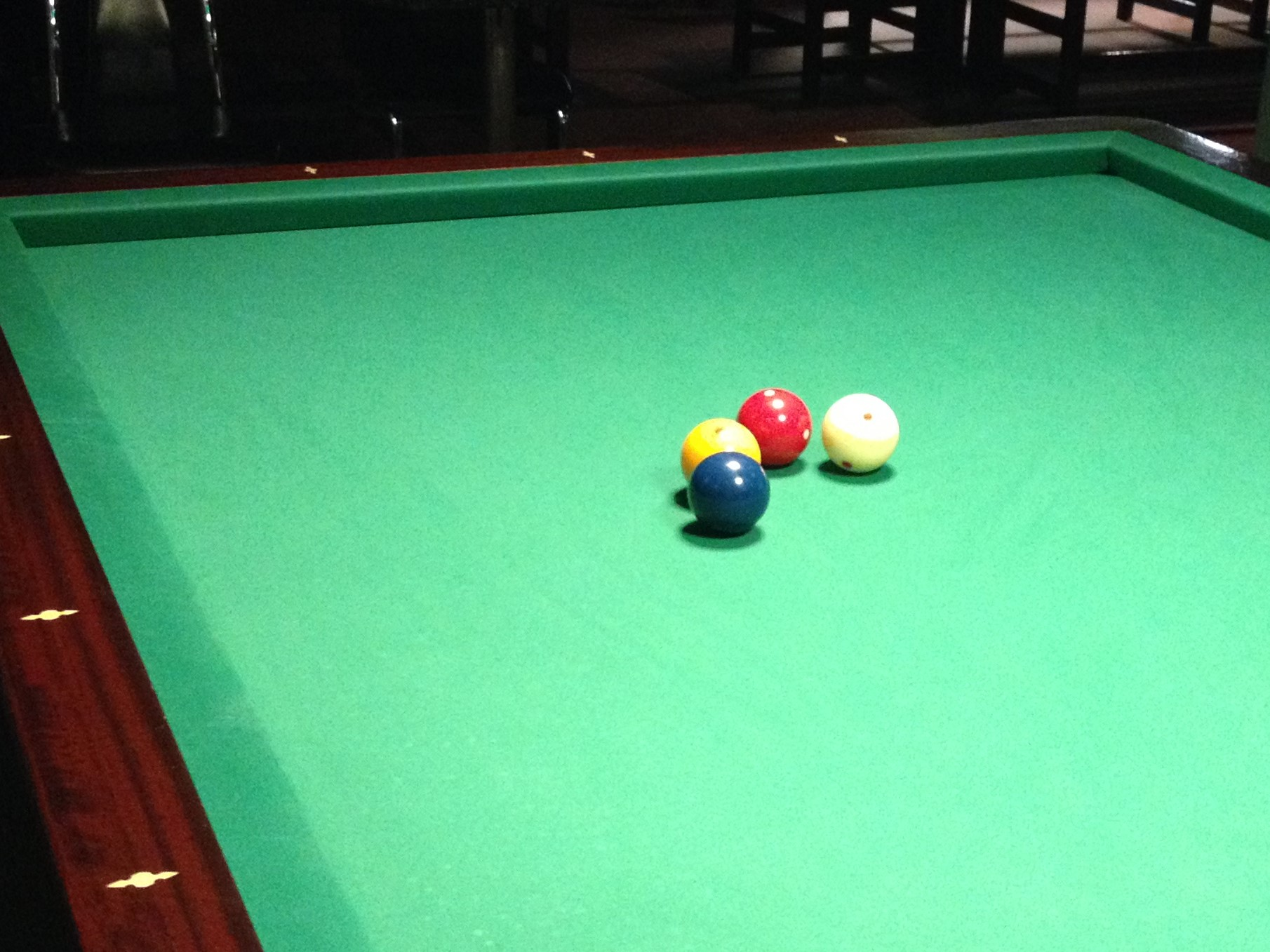
四つ玉とテーブル（通常のビリヤードと違い、ポケットがない）

四つ球（よつだま）は通常「四つ玉」（よつだま）と呼ばれていて、キャロム台を用いたビリヤードの競技法の一種。フランス由来のビリヤードの競技。英語圏では、フランス式又はコンチネンタル（ヨーロッパ大陸）式と呼ばれることもある。かつてはもっとも一般的なビリヤード競技のひとつであったが、ポケットビリヤードの台頭後は次第に少数派になりつつあり、現在日本では古くから営業している店にテーブルが残るのみである。簡単に連続で得点を獲得できるため、欧米では1876年に公式種目から除外された。
四つ球は赤玉2つと手玉2つの計4つの球を用いる。競技者は自分の手玉以外は全て的玉となる。四つ球はキャロムの中で最も制限の少ないゲームと言える。なお赤玉を1つ使うのが三つ球で、三つ球の方が難易度が高い。

## 概要
四つ球の初球は長辺中央の縦のライン（ロングライン）に1直線に並べる。ポケットのフットスポットとヘッドスポット位置に赤玉、その外側1ポイント目に両手玉を置く対称形。
先行後攻はバンキングで決定し、先攻は白、後攻は黄を手玉とする。先攻が決まってから最初のサーブ位置にボールを並べて開始する。最初に当てる的球はどれでもよく、手球が残りの3つの的玉のうち、2つ以上の球に当たった場合に1点を得ることが出来る。的球同士が当たった場合には得点にならない。後攻は先攻がハンデキャップや、試合の点数分撞ききらない限り、先攻が残したボール配置の状態で始める。
公式では150ないし200点で競技が行われ、それに達すれば上がりとなる。試技回数は特に決められていないが、野球のように後攻めがあり（裏突き）、先攻者が上がった場合、後攻者は初球の位置から最後の試技を行う。そこで後攻者も上がれば引き分けとなる。（特に1回の試技で上がる場合を「突き切り」と言う。）
またいわゆる万年玉の禁止のため、台の4隅に斜めに線を引き、その三角形（アンカー）の中に2つ以上の的玉がある場合2ショット以内に少なくとも一方を出さなければならない。（3つ入っている場合は2つ以上を出す）
一般のゲームでは競技者の力量に合わせたハンデキャップをつけて行い、裏突きを省略することも多い。またアンカーは導入しないか、エリアを小さめに設けたりする。
尚、旧ルール（俗に2-3取りと呼ばれる）は一回り大きな玉（大玉）を使っていた時代のルールで、初球は手玉を赤の横に置き、対辺の遠い白から当てなければならず、また玉の当て方により点数が異なった。
- 赤球と白球に当てると2点（逆順も同じ）
- 赤球両方に当てると3点
- 赤赤白すべてに当てると5点（回しまたは増しという）

と初心者には非常に数え難かったが、新ルールでは全てが1点となった。それに伴いハンディキャップがおよそ40％と半分以下に引き下げられた。（映画「帝都物語」にある玉突きのシーンは旧ルールである。）
またこのほかに四つの球を使うゲームには「赤赤」（赤取り）というのもある。これは赤球2球に当たったときのみ得点となるもので、いかなる場合も相手の手球に当てると得点にならず、通常のルールより難易度が高い。韓国では現在でも四つ球が盛んで、「赤赤」でのゲームが一般的である。